# Automotrice M2 serie 75
L'automotrice M2 serie 75 è un rotabile automotore, con motorizzazione diesel, delle Ferrovie Calabro Lucane costruito dalle Officine Meccaniche Reggiane sulla base di carrozze a carrelli di recupero.

## Storia
Le 4 automotrici M2.72 ÷ 75 vennero commissionate alle Reggiane, nel dopoguerra, dalla società Mediterranea Calabro Lucane allo scopo di sopperire alla carenza di materiale rotabile automotore leggero sulle proprie linee ferroviarie dopo il successo del servizio svolto con le Emmine che tuttavia presentavano l'inconveniente di un limitato numero di posti offerti unito all'impossibilità di accoppiarle in multiplo in caso di necessità. Vennero costruite sulla base di 4 carrozze viaggiatori consegnate dalle stesse Ferrovie Calabro Lucane e svolsero servizio a partire dal 1949 sulle linee FCL attorno a Gioia Tauro. Non ebbero una eccellente riuscita stante il rimaneggiamento tuttavia permisero di velocizzare alcuni servizi fino ad allora svolti a vapore. Vennero accantonate nel 1980 in conseguenza dell'arrivo di rotabili più adeguati, demotorizzate e trasformate dalla Ferrosud tra il 1981 e il 1982 in rimorchiate serie RL 71 ÷ 74, prestando servizio sino a metà anni Novanta sulle linee taurensi.

## Caratteristiche
Erano automotrici costruite con cassa metallica e rodiggio (1A)(A1); ogni carrello, costruito dalla Breda, aveva un motore Diesel tipo D/9 a sei cilindri, in grado di erogare 84,9 kW a 1800 giri/min e di spingere il mezzo a 75 km/h.